# Linsells landskommun
Linsells landskommun var en kommun i Jämtlands län.

## Administrativ historik
Kommunen inrättades i Linsells socken i Härjedalen när 1862 års kommunalförordningar trädde i kraft den 1 januari 1863. 1952 gick den upp i Svegs landskommun. Området tillhör sedan 1974 Härjedalens kommun.

## Kommunvapnet
Blasonering: I blått fält en spets av silver, därunder en av vågskura bildad blå stam, belagd med en laxöring av silver med röd beväring, därest sådan skall komma till användning.
Detta vapen fastställdes av Kungl. Maj:t den 17 december 1948.

## Politik

### Mandatfördelning i valen 1938-1946
| 8 | 4 | 1 | 2 |

| 15 |

| 12 | 3 |

| 15 |

| 11 | 4 |

| 15 |